# Карусель (выборы)
Карусе́ль (также иногда «хорово́д», «вертолёт», «круи́з», «ручеек» и др.) — метод фальсификации результатов голосования, связанный с подкупом избирателя или, в другом, неверном толковании, повторным голосованием одних и тех же лиц на разных участках. Нарушитель передаёт избирателю заполненный бюллетень перед входом на избирательный участок. Он опускается в урну, а новый выданный отдаётся организатору действа после выхода с участка. От других методов подкупа избирателей он отличается постоплатой. 29 июля 2017 года Совет Федерации принял статью 142 для Уголовного Кодекса России, которая впервые установила ответственность для членов избирательных комиссий за многократную выдачу бюллетеней для одних и тех же лиц или их выдачу в уже заполненной форме. Статьей также предусмотрено наказание для избирателей за получение таких бюллетеней.

## Описание метода
Суть «карусели» заключается в передаче избирателю перед входом на избирательный участок уже заполненного избирательного бюллетеня, который избиратель должен опустить в урну для голосования, а новый, чистый бюллетень вынести и обменять у организатора «карусели» на деньги или другие материальные ценности (часто — алкогольные напитки). Чистый бюллетень заполняется организаторами «карусели» и отдаётся очередному избирателю.
Суть «ручейка» заключается в организованном массовом голосовании на нескольких избирательных участках по подложным открепительным удостоверениям (присутствующие при этом наблюдатели распознать подобный подлог не в состоянии).
При этом методе кульминация подкупа (передача материальных ценностей) происходит после собственно факта голосования, чем этот метод принципиально отличается от большинства других, за исключением метода «фотографирования бюллетеня».
Этот метод подкупа избирателей известен фактически с самого начала современной истории выборов.

## Известные случаи
- В XVIII—XIX веках отмечались случаи, когда избирателю давали заполненный бюллетень вместе с ботинком, а по выносе им чистого бюллетеня отдавали второй ботинок[8].
- На выборах в декабре 2004 года в Санкт-Петербурге организаторы «карусели» на одном из избирательных участков были задержаны с поличным. В отношении них было возбуждено уголовное дело по статье 141 УК РФ (воспрепятствование осуществлению избирательных прав граждан)[3].
- Ряд изданий сообщал о замеченных «каруселях» во время проведения единого дня выборов в 2009 году[2].
- Корреспондент Ленты.ру Илья Азар опубликовал репортаж о том, что в Москве группе журналистов, внедрившихся в ряды тех, кого использовали для организации нарушений, на избирательном участке № 2945 в Московском техническом институте связи и информатики удалось пресечь попытку многократного вброса бюллетеней за «Единую Россию» с использованием открепительных удостоверений[7].

## Особенности законодательства
- В соответствии с п. 11 статьи 75 федерального закона № 51-ФЗ от 18 мая 2005 «О выборах депутатов Государственной Думы Федерального собрания Российской федерации»[9] избиратель (участник референдума) имеет право получить новый бюллетень взамен испорченного, если считает, что при заполнении бюллетеня допустил ошибку. Испорченный бюллетень забирает член комиссии и он незамедлительно погашается[10].
- Вынос пустого бюллетеня с избирательного участка в России не запрещён законом (отсутствие прямого запрета в законодательстве, ст. 64 67-ФЗ от 12.06.2002 г.[11]). Однако члены комиссий, наблюдатели и дежурные полицейские получают инструкции по недопущению выноса бюллетеней с участка[12]. Например, облизбирком Челябинской области пояснил в 2016 году, что бюллетени являются документами строгого учёта, изготовленными за счёт средств федерального бюджета и не являются собственностью избирателя, в связи с чем вынос избирательных бюллетеней за пределы избирательного участка недопустим[13][14].
- В России является серьёзным нарушением избирательного законодательства и содержит признаки состава преступления, предусмотренного статьей 141 УК РФ.[15]